# Rhynchoplatyura longirostris
Rhynchoplatyura longirostris är en tvåvingeart som beskrevs av Meijere 1914. Rhynchoplatyura longirostris ingår i släktet Rhynchoplatyura och familjen platthornsmyggor. Inga underarter finns listade i Catalogue of Life.